# Daniel Henney
Pour les articles homonymes, voir Heney.
Daniel Phillip Henney, né le 28 novembre 1979 à Carson City dans le Michigan, est un acteur et mannequin américain.
Après des débuts remarqués en Corée, il est révélé mondialement par le rôle de l'Agent Matthew Simons, dans la série policière Esprits criminels. Son personnage fut introduit dans la série dérivée Esprits criminels : Unité sans frontières.

## Biographie

### Jeunesse et formation
Daniel Henney est né d'une mère américaine d'origine sud-coréenne et d'un père américain d'origine irlandaise. Il a commencé le mannequinat en 2001 aux États-Unis, et a travaillé ensuite en France, en Italie, à Hong Kong et à Taïwan lors de ses études collégiennes.
Après ses débuts en Corée du Sud avec une publicité pour Amore Pacific intitulée Odyssey Sunrise, il devient le porte parole d'Olympus avec Jun Ji-hyun et de Daewoo Electronics's Klasse avec Kim Tae-hee.

### Débuts et révélation coréenne

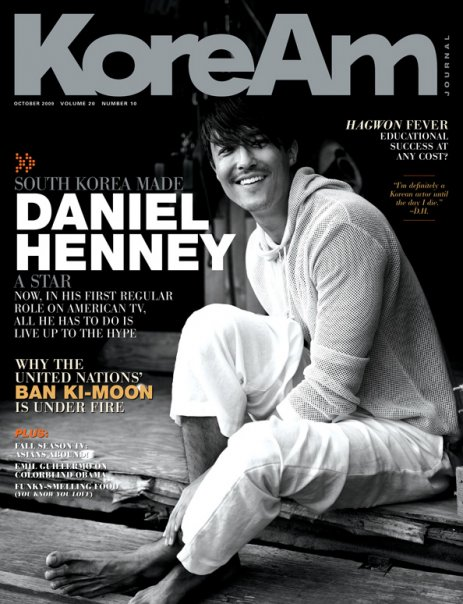
Daniel Henney sur le magazine KoreaAm en 2009.

Ne parlant pas coréen, Daniel joue tout de même dans la série télévisée sud-coréenne, My Lovely Sam Soon, basé le roman du même titre de Ji Soo-hyun, publié sur internet. Il interprète le rôle de Henry Kim, un radiologiste tombé amoureux de Hee-jin jouée par l'actrice Jung Ryeo-won. Plus tard, il commence à apprendre la langue et participe à divers shows télévisées, comme Family Outing.
Il incarne le rôle de Phillip dans la série télévisée sud-coréenne, Spring Waltz en 2006. Son rôle n'existait pas dans le scénario. Après avoir vu Daniel Henney lors d'une audition, le réalisateur de la série Yoon Seok-ho a été attiré par les expressions faciales et les gestes de l'acteur, décidant de créer un nouveau rôle pour lui.
Pour renforcer son image, il aurait menti en disant qu'il avait un diplôme en économie de l'Université de l'Illinois à Chicago, alors qu'il possédait seulement un diplôme de collégien, plusieurs sources le prouvent. Ensuite, il incarne le rôle de James Parker dans le film sud-coréen, My Father, inspirée sur l'histoire vraie de Aaron Bates, fils adoptif qui cherche ses parents biologiques en Corée du Sud et qu'au cours de sa recherche, il rencontre son vrai père qui est un meurtrier, condamné à mort.

### Percée hollywoodienne et télévision
En 2009, il se révèle au grand public dans le film américain X-Men Origins: Wolverine. À l'automne 2009, il joue à nouveau dans une série télévisée, cette fois-ci américain, diffusé sur CBS, Three Rivers, où il incarne Dr David Lee.
Daniel Henney retourne en Corée du Sud en 2010 et joue dans la série The Fugitive: Plan B avec Rain et Lee Na-young.
Il a un contrat de mannequinat avec l'agence new-yorkaise DNA Model Management.
En novembre 2011, Daniel obtient le rôle principal dans la reprise coréenne de la comédie musicale française Mozart, l'opéra rock avec Lee Hyori,.
Les années suivantes, il cumule les apparitions dans des séries d'action telles que Hawaii 5-0, Revolution et NCIS : Los Angeles.
En 2015, il est choisi pour incarner l'agent Matthew Simons, un nouveau personnage introduit dans la série policière Esprits criminels, qui fait ensuite parti de la distribution principale de la deuxième série dérivée, Esprits criminels : Unité sans frontières.
En effet, quatre ans après l'échec de son premier spin-off, CBS annonce le lancement d'une nouvelle série appartenant au même univers, appelée Criminal Minds: Beyond Borders, avec l'acteur Gary Sinise dans le rôle principal. Il s'agit d'une unité qui résout des crimes impliquant des Américains dans des pays étrangers.
Malheureusement, la série est annulée au bout de deux saisons, faute d'audiences. Cependant, l'acteur est repêché par la production afin de rejoindre la distribution principale de la série mère, à partir de la saison treize.
Le 10 janvier 2019, CBS annonce le renouvellement d'Esprits Criminels pour une quinzième saison, composée de dix épisodes et qui sera la dernière. 
Libéré de cet engagement, il tourne en République tchèque, la série La Roue du temps, inspirée de la série de romans de fantasy de Robert Jordan,. Sa participation à cette nouvelle production empêche Henney de contribuer au revival de Esprits Criminels, décidé par Paramount+, et dont la dix-huitième saison est en cours de tournage.

## Filmographie

### Cinéma

#### Courts métrages
- 2011 : Tattoo de Bill Paxton : The Stranger

#### Longs métrages
| Année | Titre                         | Titre original  | Réalisateur(s)                      | Rôle                                  |
| ----- | ----------------------------- | --------------- | ----------------------------------- | ------------------------------------- |
| 2007  | Seducing Mr. Perfect          | Mr. 로빈 꼬시기 | Kim Sang-woo                        | Robin Heiden                          |
| 2007  | My Father                     | 마이 파더       | Hwang Dong-hyuk                     | James Parker                          |
| 2009  | X-Men Origins: Wolverine      |                 | Gavin Hood                          | David North / Agent Zero              |
| 2012  | Papa                          | 파파            | Han Ji-seung                        | Daniel, producteur de musique (caméo) |
| 2012  | Shanghai Calling              |                 | Daniel Hsia                         | Sam Chao                              |
| 2013  | Le Dernier Rempart            | The Last Stand  | Kim Jee-woon                        | Agent Phil Hayes                      |
| 2013  | One Night Surprise            | 一夜惊喜        | Eva Jin                             | Bill                                  |
| 2013  | The Spy: Undercover Operation | 스파이          | Lee Seung-jun                       | Ryan                                  |
| 2014  | Les Nouveaux Héros            | Big Hero 6      | Don Hall Chris Williams             | Tadashi Hamada                        |
| 2019  | Money                         | 돈              | Park Noo-ri                         | caméo                                 |
| 2023  | Missing                       |                 | Will Merrick et Nicholas D. Johnson | Agent Elijah Park                     |

### Télévision

#### Séries télévisées
- 2005 : My Lovely Sam Soon : Dr Henry Kim
- 2005 : Hello Franceska : le premier amour d'Elizabeth (caméo, épisodes 47-48)
- 2006 : Spring Waltz : Philip
- 2009 : Three Rivers : Dr David Lee (13 épisodes)
- 2010 : The Fugitive: Plan B : Kai
- 2012 : Hawaii 5-0 : Michael Noshimuri (3 épisodes)
- 2014 : Révolution : Peter Garner (saison 2, épisodes 13, 14 et 15)
- 2014 : NCIS: Los Angeles : Agent NCIS Paul Angelo (saison 5, épisode 21)
- 2015 - 2020 : Esprits criminels : agent des opérations spéciales Matthew Simmons (invité saisons 10 et 12 - principal depuis la saison 13 ) - (49 épisodes)
- 2016 : The Mr. Peabody & Sherman Show : Akashi Shiganosuke (voix, 1 épisode)
- 2016-2017 : Esprits criminels : Unité sans frontières : agent des opérations spéciales Matthew Simmons (26 épisodes)
- 2017-2019 : Baymax et les Nouveaux Héros : Tadashi Hamada (voix, 6 épisodes)
- 2021–2025 : La Roue du temps : al'Lan Mandragoran

#### Téléfilms
- 2015 : Agatha de Jace Alexander : Rey

### Publicités
- Daewoo Gentra (GM Daewoo)
- Biotherm (avec Kwon Yuri)
- Asiana
- Minute Maid (avec Jung Ryeo-won)
- Bean Pole International (avec Gwyneth Paltrow)[17]
- Cyon (avec Kim Tae-hee et Hyun Bin)[18]
- Coca-Cola (avec Zhang Ziyi)
- Olympus Camera (avec Jun Ji-hyun)
- HSBC Commercial Banking
- Nescafé
- LUX hairstylist (avec Stefanie Sun)
- Outback Steakhouse
- LG Electronics Xcanvas Flat Panel TV[19]

## Discographie

### Bandes originales
| Année | Titre                | Titre original  | Chanson(s)                                                  |
| ----- | -------------------- | --------------- | ----------------------------------------------------------- |
| 2007  | Seducing Mr. Perfect | Mr. 로빈 꼬시기 | Kissing Me - Alex (du groupe Clazziquai) feat. Uhm Jung-hwa |
| 2007  | My Father            | 마이 파더       | More Than I Can Say (feat. Kim Yeong-cheol) Diana           |

## Voix francophones
En France
| - Anatole de Bodinat dans : - Three Rivers (série télévisée) - Esprits Criminels (série télévisée) - Esprits criminels : Unité sans frontières (série télévisée) - La Roue du temps (série télévisée) - Missing : Disparition inquiétante | - Luc Boulad dans (les séries télévisées) : - Hawaii 5-0 - NCIS: Los Angeles et aussi - Éric Do dans X-Men Origins: Wolverine - Marc Lemigeon dans Le Dernier Rempart |

Au Québec
- Gilbert Lachance dans La Roue du temps (série télévisée)
- Philippe Martin dans Disparu

## Distinctions
Sauf indication contraire ou complémentaire, les informations mentionnées dans cette section proviennent de la base de données IMDb.

### Récompenses
- MBC Drama Awards  2005 : Meilleur nouveau acteur (My Lovely Sam Soon)[21]
- 28e Blue Dragon Film Awards 2007 : Meilleur nouveau acteur (My Father)
- Korean Association of Film Critics Awards 2007 : meilleur nouveau acteur pour My Father
- 45e Grand Bell Awards 2008 : meilleur acteur pour My Father
- Festival du film de Newport Beach 2012 : Outstanding Achievement in Acting (Shanghai Calling)

### Nominations
- Grand Bell Awards 2007 : meilleur nouveau acteur pour Miseuteo Robin ggosigi
- 36e People's Choice Awards 2010 : Equipe favorite à l'écran (X-Men Origins: Wolverine)[22]
- Festival international du film de Shanghai 2012 : Meilleur acteur  (Shanghai Calling)
- Behind the Voice Actors Awards 2015 : meilleure performance de doublage par une distribution dans un film pour Big Hero 6